# Trisopsis incisa
Trisopsis incisa är en tvåvingeart som först beskrevs av Ephraim Porter Felt 1907.  Trisopsis incisa ingår i släktet Trisopsis och familjen gallmyggor.
Artens utbredningsområde är New York. Inga underarter finns listade i Catalogue of Life.